# Zveno
El Zveno (en búlgaro: Звено; «la Red») fue una organización búlgara con una doble vertiente, militar y política, que fue fundada en 1927 por un conjunto de oficiales del Ejército búlgaro y de intelectuales del país.

## Fundación
La organización partió de la fundación de una publicación, Zveno, creada por el exsocialista Dino Kazasov, que había sido expulsado del partido por haber fungido como ministro en un Gobierno de Aleksandar Tsankov, en 1927. El periódico, influyente, pronto atrajo a cierto número de simpatizantes que crearon una organización política con su nombre. Zveno, sin embargo, insistía en no ser un partido político más, actitud debida al desprestigio de los partidos políticos, sino simplemente una organización con un programa de regeneración nacional.
Sus principales apoyos provenían de la intelectualidad y de los sectores más favorables a la república entre la oficialidad del Ejército, incluida la Liga Militar.

## Ideología
Aunque los militantes del Zveno no eran propiamente fascistas, preconizaban tanto un Estado como un sistema económico de tipo corporativo. La formación era antidemócrata, estatista y autoritaria. Uno de los componentes de su ideología era un sentimiento contrario a la libertad de existencia de los partidos políticos; para terminar, se oponían frontalmente al OIRM, un movimiento independentista macedonio con actividades terroristas.
Abogaba por el estrechamiento de relaciones con las naciones de la Europa occidental y, para ello, consideraba importante mejorar las relaciones bilaterales con Yugoslavia.
Elitista  y de tamaño reducido, el grupo creía en la posibilidad de modernizar el país mediante el control del poder político por la que consideraban minoría de ilustrados. Favorecían una modernización tecnocrática del Estado.
El Zveno estaba igualmente vinculado a las Ligas militares de ultraderecha que eran responsables de la caída y asesinato del primer ministro de Bulgaria Alejandro Stamboliski, depuesto y ejecutado por medio del golpe de Estado del 9 de junio de 1923.

## En el poder
A finales de 1933, el Gobierno del Bloque Popular, que había recibido un respaldo sustancial en las elecciones de 1931, se hallaba desprestigiado tanto por su incapacidad para resolver la crisis económica como por su corrupción: los partidos de la coalición volvían a disputar por el reparto de los puestos gubernamentales como los antiguos partidos. La crisis de Gobierno, el temor a que el rey expulsase del Ejército a los elementos republicanos y antimacedonios y el crecimiento de la formación fascista de Tsankov, que había obtenido buenos resultados en las elecciones locales de febrero de 1934, llevó a los integrantes de Zveno a decidirse a tomar el poder.
El 19 de mayo de 1934, los dirigentes del Zveno, los coroneles Damian Velchev y Kimon Georgiev, organizaron un nuevo golpe de Estado incruento, instaurando un régimen dictatorial en el país. Georgiev se convirtió en el primer ministro de Bulgaria y ordenó la disolución de todos los partidos y sindicatos búlgaros. Se creó un único sindicato, el Sindicato de los Obreros Búlgaros, de afiliación voluntaria pero popular. Georgiev gobernó por decreto. Su Gobierno aplicó una política económica de tipo corporativo, muy similar al de la Italia fascista. Hay que hacer constar que el golpe contó con el apoyo del monarca búlgaro.
El programa de centralización del poder llevó al control por parte del Gobierno de los ayuntamientos, la disolución de los partidos políticos y la disolución del Parlamento búlgaro, cuyos poderes pasaron al Consejo de Ministros. Las dieciséis regiones en las que se dividía el país fueron sustituidas por siete provincias con un gobernador nombrado por la capital. Los alcaldes electos fueron reemplazados por otros nombrados por el gabinete y que debían tener formación legal y un mínimo nivel educativo. La mayoría resultaron ser funcionarios de carrera, meramente interesados en mejorar su posición y, a menudo, involucrados en el anterior periodo de terror durante el Gobierno de Tsankov.
Zveno trató de controlar la cultura búlgara a través del nuevo «Directorio de Renovación Social», un nuevo organismo centralizado que vigilaba los contenidos de la prensa, la radio y las artes, además de organizar reuniones y conferencias.
Mientras que su programa de adoctrinamiento tuvo escaso éxito, sus medidas en política exterior fueron mejor recibidas. En julio de 1934, el país reconoció a la Unión Soviética y se establecieron relaciones diplomáticas. Más importante aun fue la disolución de las organizaciones macedonias y el envío del Ejército a Petrich, medida sorprendente y popular que acabó de golpe con su anterior poder en la política nacional, y que el nuevo Gobierno tomó para continuar la mejora de relaciones con Yugoslavia que había comenzado a principios de la década.
A pesar de estas medidas, el Gobierno de Zveno no tenía amplio apoyo popular y dependía de la benevolencia del monarca, al que eran fieles la mayoría de los oficiales de las fuerzas armadas, para permanecer en el poder.

## Alejado del poder
En enero de 1935, el zar Boris III orquestó una maniobra política, mediante la cual alejó al Zveno del poder y le permitió instaurar una dictadura de tipo personal. La falta de apoyo popular y de un partido de masas en que apoyarse evitó que Zveno pudiese oponerse a la acción del soberano. Para la gestión del Gobierno, llamó al general Pentcho Zlatev, un monárquico, que tras el golpe de Estado fue nombrado nuevo primer ministro de Bulgaria.
Como consecuencia de la marcha desastrosa de la Segunda Guerra Mundial para el Tercer Reich, con el que Bulgaria se había aliado en 1943, el Zveno se unió al movimiento de resistencia antifascista, el Frente Patriótico. El 9 de septiembre de 1944, el Frente Patriótico dio un golpe de Estado, de resultas del cual Georgiev volvió a ocupar el cargo de primer ministro, a la vez que Velchev se encargaba del Ministerio de Defensa. De este modo, el Zveno logró la firma de un acuerdo de alto el fuego con la Unión Soviética.
En 1946, Velchev dimitió en señal de protesta por las actividades del Partido Comunista Búlgaro, y Georgiev fue reemplazado por Georgi Dimitrov, el dirigente del Partido Comunista.
El Zveno continuó existiendo en Bulgaria, aunque en forma meramente testimonial, hasta el año 1949.